# Marie de La Hire
Pour les articles homonymes, voir La Hire et Weyrich.
Marie d'Espie dite Marie de La Hire, née Marie Weyrich, le 20 mars 1878 à Rouillé, dans le département de la Vienne et décédée dans un accident de la route le 15 avril 1925 à Avalon, (commune aujourd'hui intégrée à Pontcharra), dans le département de l'Isère, est une romancière, poétesse et artiste peintre française. Elle est l'épouse d'Adolphe d'Espie, dit Jean de La Hire.

## Biographie
Marie Weyrich est la fille cadette du pasteur Eugène Weyrich et de Julie Poulain, parents de sept enfants. Elle est la petite-fille du pasteur Nicolas Poulain qui a fait don de sa collection de fossiles datant du Jurassique au musée de Lausanne.

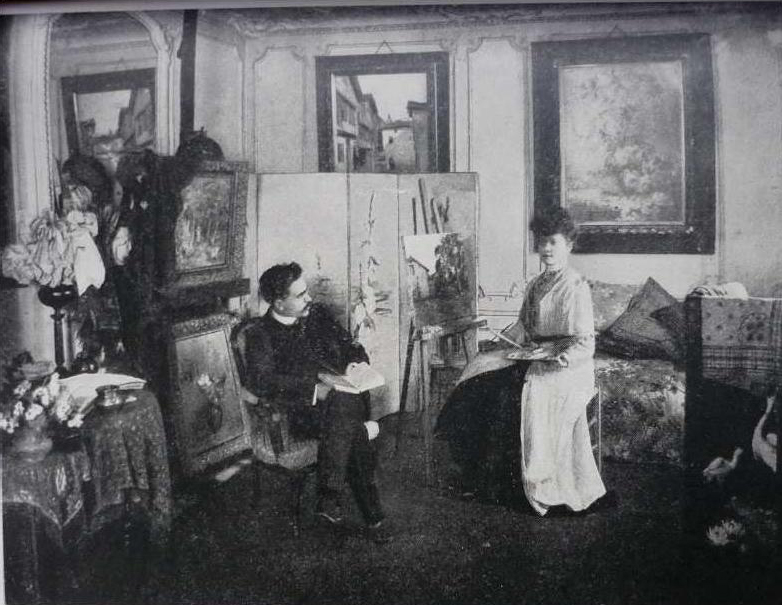
Marie de La Hire et son époux Adolphe d'Espie vers 1905.

Le 21 mai 1904, elle épouse Adolphe d'Espie, écrivain et éditeur, connu sous le pseudonyme de Jean de La Hire. Elle mène une carrière d'écrivain et d'artiste peintre. La maison d'édition que dirige son époux, la Librairie Universelle, publie en 1906 son roman La Nièce de l'abbé Rozan sous le nom de Marie de la Hire. Sous ce même pseudonyme, elle publie le roman Modèle nu en 1908, et en 1920, un ouvrage aux éditions Povolozky-La Cible, dédié à Francis Picabia, dont l'atelier de peinture était voisin du sien. Elle fait en particulier partie des amis de Picabia qu'il invite à signer son tableau L'Œil cacodylate, une œuvre dadaïste de 1921.
Elle publie sous son nom de jeune fille, Marie Weyrich, le recueil de poèmes Les Jardins du soir. Après son mariage avec Jean d'Espie de la Hire, elle publie sous le nom de Marie de La Hire surtout pendant la Première Guerre mondiale, plusieurs romans d'amour et Deux boy-scouts à Paris pendant la guerre, un roman dédié au scoutisme, type de production littéraire dans lequel s'est spécialisé son époux.
Elle publie un second recueil de poèmes, Les Crépuscules au jardin, en 1924, et signe, seule ou en collaboration avec son mari d'autres romans sentimentaux.
Elle peint aussi et, à l'occasion, réalise des illustrations pour son époux, en particulier celles de Vengeance d'amoureuses, roman publié en 1905 sous le pseudonyme de Jean de La Hire.

## Œuvre

### Romans
- La Nièce de l'abbé Rozan (1906)
- Modèle nu (1908)
- Duchesse et Midinette (1911)
- Les Sentiers de l'amour (1913)
- L'amour pardonne (1916)
- Innocente et vengée (1916)
- Deux amours d'une marquise (1916)
- Deux boy-scouts à Paris pendant la guerre (1916)
- Le Drame du pardon (1919)
- Le Prix du bonheur (1919)
- La môme Nini (1921)
- Le Cœur en émoi (1926)
- Cœurs fidèles (1928)
- La Fiancée fantôme (1928)
- Les Cauchemars de la vie (1928), en collaboration avec Jean de La Hire
- De l'amour, au printemps (1932)
- L'Attente du bonheur (1939), en collaboration avec Jean de La Hire

### Recueil de poèmes
- Les Jardins du soir (s.d.), signé Marie Weyrich
- Les Crépuscules au Jardin (1924)

### Autres publications
- La Femme française, son activité pendant la guerre (s.d.)
- Francis Picabia (1920)

### Peinture
- Les Voiles rouges, huile sur toile de 56 × 46 cm
- Croquis dada, publié dans 391, à la page 7 du no 14 de novembre 1920.
- Les Pins, huile sur bois
- Promenade dans le chemin de Toulouse, huile sur toile
- Marché à Montauban, huile sur toile
- Bords du Tarn en été, huile sur toile
- Un jardin à Versailles, huile sur toile de 38 × 46 cm